# Literatura etrusca

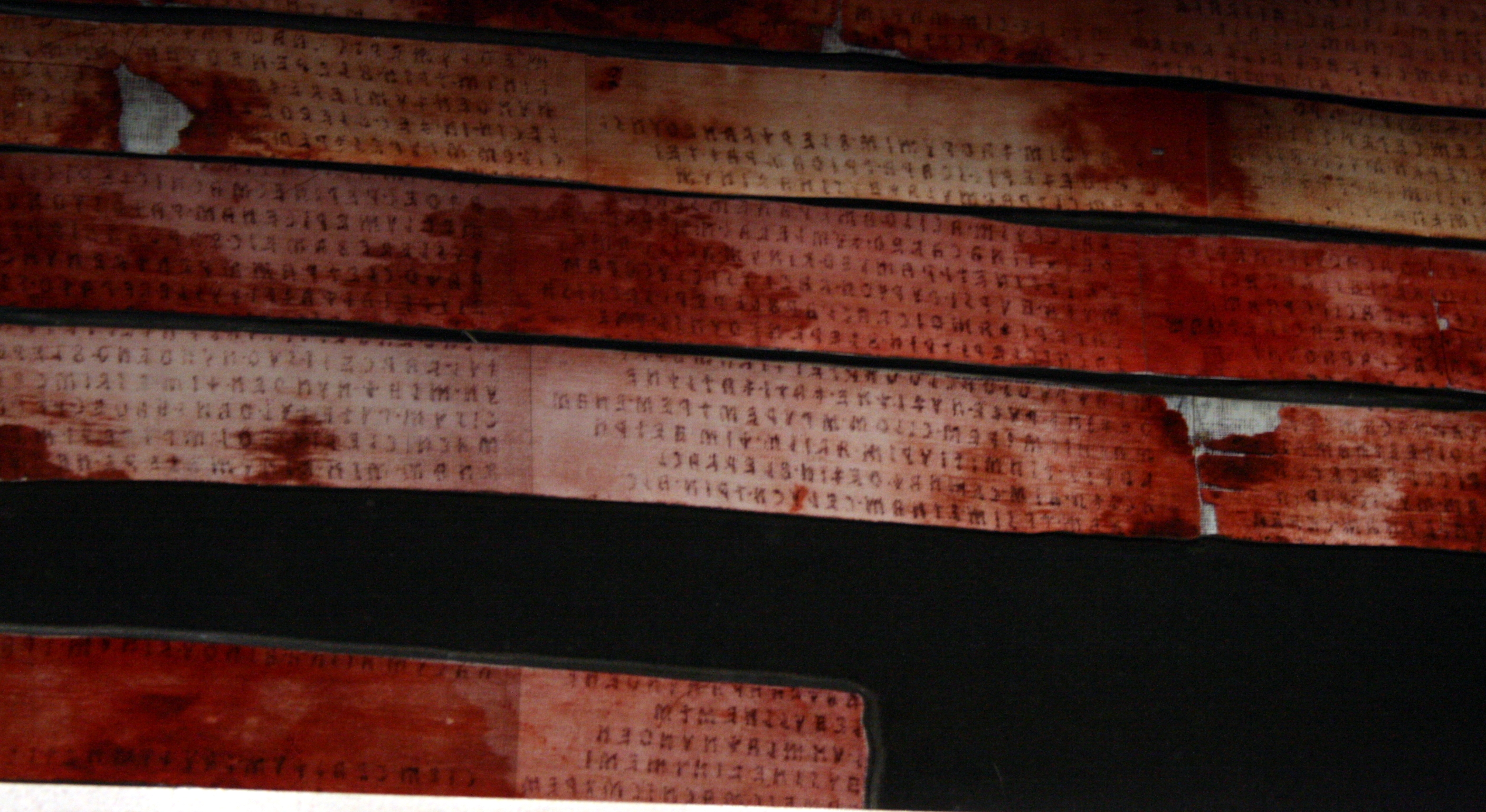
Libro de lino de Zagreb.

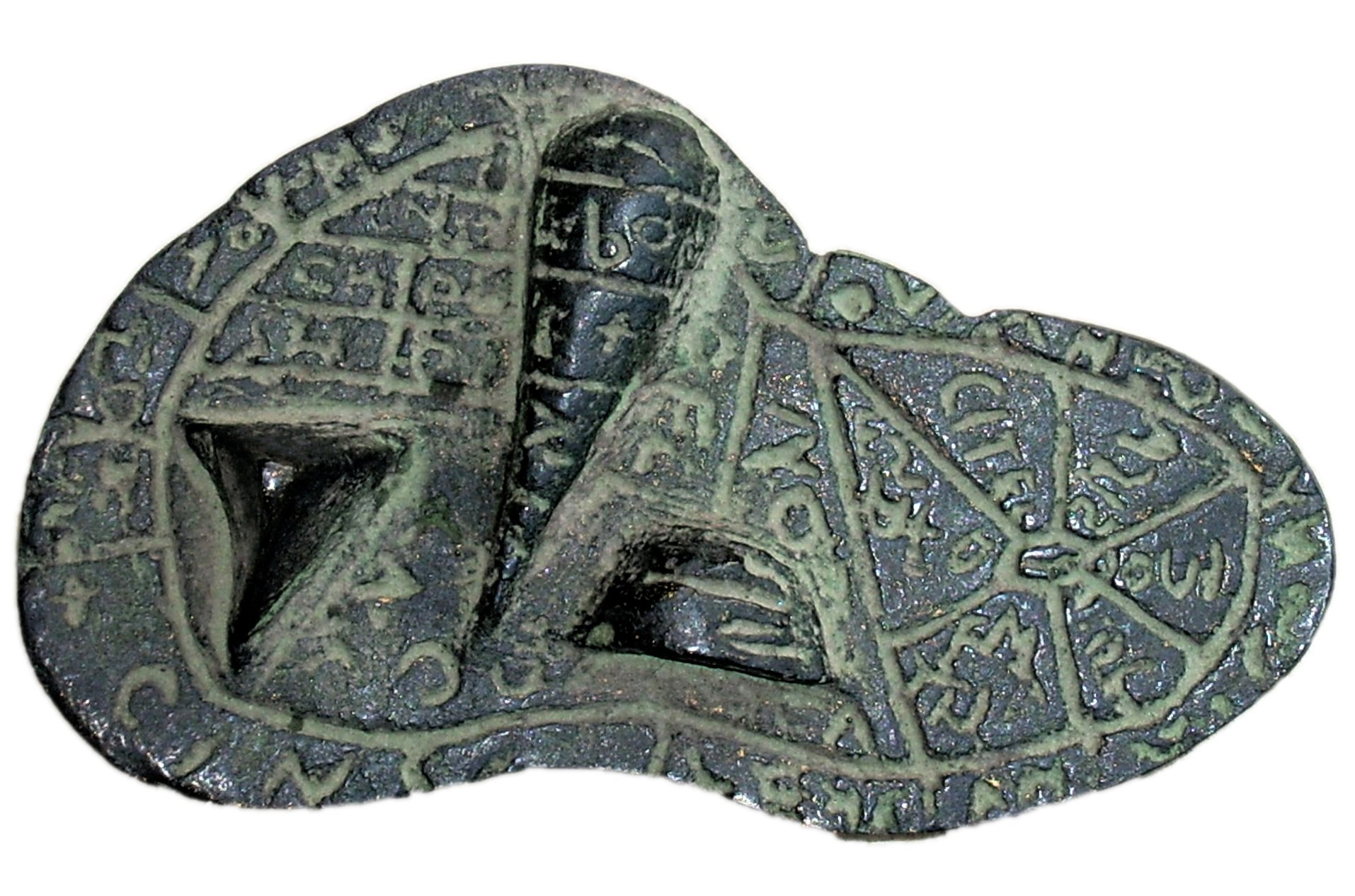
Hígado de bronce de Piacenza, usado para la adivinación de los arúspices.

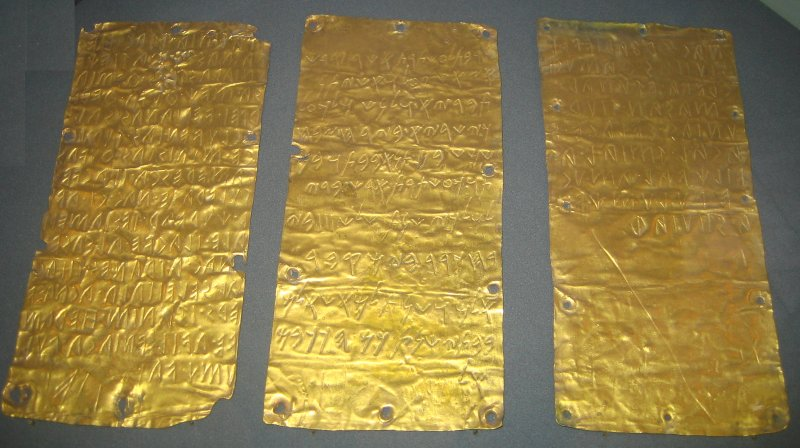
Láminas de Pirgi.

La literatura etrusca abarca los textos en etrusco, escritos en un espacio de siete siglos, desde que el pueblo etrusco adoptó el alfabeto heleno de Ischia y Cumas hacia el VII a. C. hasta que dejó de utilizarse, a principios del siglo I, época en que desaparecía ya de las últimas inscripciones en Chiusi, Perugia y Arezzo. Sobreviven de ella pocos fragmentos, religiosos y especialmente funerarios, la mayoría de los cuales son de la época tardía (a partir del siglo IV a. C.). Además de los textos originales que han llegado hasta nuestros días, contamos con un gran número de citas y alusiones de autores clásicos. Cabe señalar que en el siglo I a. C. Diodoro de Sicilia escribió que la cultura literaria era uno de los grandes logros de los etruscos. Apenas sabemos nada de ella, e incluso lo que se conoce de su idioma es gracias a la repetición de las mismas escasas palabras en las abundantes inscripciones encontradas (a modo de los modernos epitafios), contrastadas en textos bilingües o trilingües con el latín y el cartaginés. Fuera de los géneros mencionados, apenas se tiene mención de un tal Vorrio (Vorrius) citado en fuentes clásicas.

## Literatura religiosa
Los etruscos, llamado tirrenos por los griegos, tuvieron fama de ser muy religiosos ya desde la Antigüedad clásica, lo que fue utilizado en su contra muchas veces dando lugar a diversas fábulas sobre su supuesta afición a supersticiones, brujerías y encantamientos. Afirma Arnobio, en los siglos III y IV, que Etruria es principio y madre de todas las supersticiones. Los textos religiosos, en contraste con el total, son muchos. Destacan por ejemplo el Hígado de bronce de Piacenza (100 a. C.) y el Libro de lino de Zagreb, del que se hablará después. Proliferan también los monumentos con pinturas y relieves figurativos que narran escenas rituales y retratan a algunas de sus divinidades. No obstante, la literatura religiosa etrusca, seguramente muy abundante, se ha perdido, y la mayoría de lo que ha llegado hasta nosotros ha subsistido de manera indirecta a través de textos latinos, griegos y más tarde cristianos, hasta el punto de que no podemos reconstruir completamente el panteón etrusco.
Nuestros conocimientos de los libros rituales etruscos vienen de los romanos, del siglo I en adelante. Estos dicen que, tradicionalmente, se creía que los libros fueron revelados a los etruscos a través del héroe Tages, o Tagate, natural de Tarquinia y nieto del dios supremo Tinia. Asimismo, dicen los romanos que el tema principal de estos libros era el conocimiento de la voluntad de los dioses, la adivinación del futuro y las normas de conducta en la vida diaria. Es de notar que la religión etrusca obvia cualquier valor moral o ético.
Se conocen varios testimonios etruscos sobre su religión: espejos, láminas de bronce, relieves...; sin quedar libros completos. Sí que pervive la tradición religiosa etrusca en algunas cancioncillas y poemitas del folklore toscano, quizá evolución del etrusco. Por ejemplo:

Turanna, Turanna,
que eres reina de la belleza,
del cielo y de la tierra;
de la felicidad y de la bondad.
Turanna, Turanna,
en este espeso bosque
vengo a arrodillarme
porque muy infeliz
e infortunado soy.
Amo a una mujer que no me quiere,
Turanna, Turanna,
a ti vengo a encomendarme.
¡Quieras  tú con tus tres cartas
conjurar a esa doncella
para que pueda amarme!
¡Turanna, Turanna,
hazlo por el bien que siempre has hecho,
siempre has sido tan buena y generosa...!

## Otros géneros

### Textos legales
Más o menos afines a la Ley de las Doce Tablas, colocada hacia el 450 a. C. en el foro de Roma. Un ejemplo es el Cipo de Perugia, un bloque de piedra datado en el siglo II a. C. que actúa de marca territorial en el límite de dos propiedades; hoy se encuentra en el museo de Perugia. No obstante, inscripciones similares no pueden considerarse propiamente como "literatura".

### Textos históricos
Aunque podemos estar seguros de que existió una literatura de carácter histórico, de la cual se sirvieron Marco Verrio Flacco y el emperador Tiberio Claudio Druso, no sabemos nada de ella. Suponemos que recogía las biografías de los miembros más destacados de las familias aristocráticas.

### Textos teatrales
Menos aún conocemos de las obras de teatro. El erudito del siglo I a. C. Marco Terencio Varrón nombra a un dramaturgo etrusco llamado Volnio, probablemente Volna o Velnies en lengua etrusca. Menciona también la existencia, no comprobada, de numerosos himnos religiosos, canciones populares y poesías.

## Textos importantes
La literatura no religiosa que ha sobrevivido es escasa, y aun así aún no somos capaces de entender completamente el idioma etrusco fuera de las pequeñas inscripciones, que no presentan problema ya que el alfabeto tirreno se conoce bien. Por otra parte, los textos han sido encontrados muy incompletos.

### Disco de Magliano

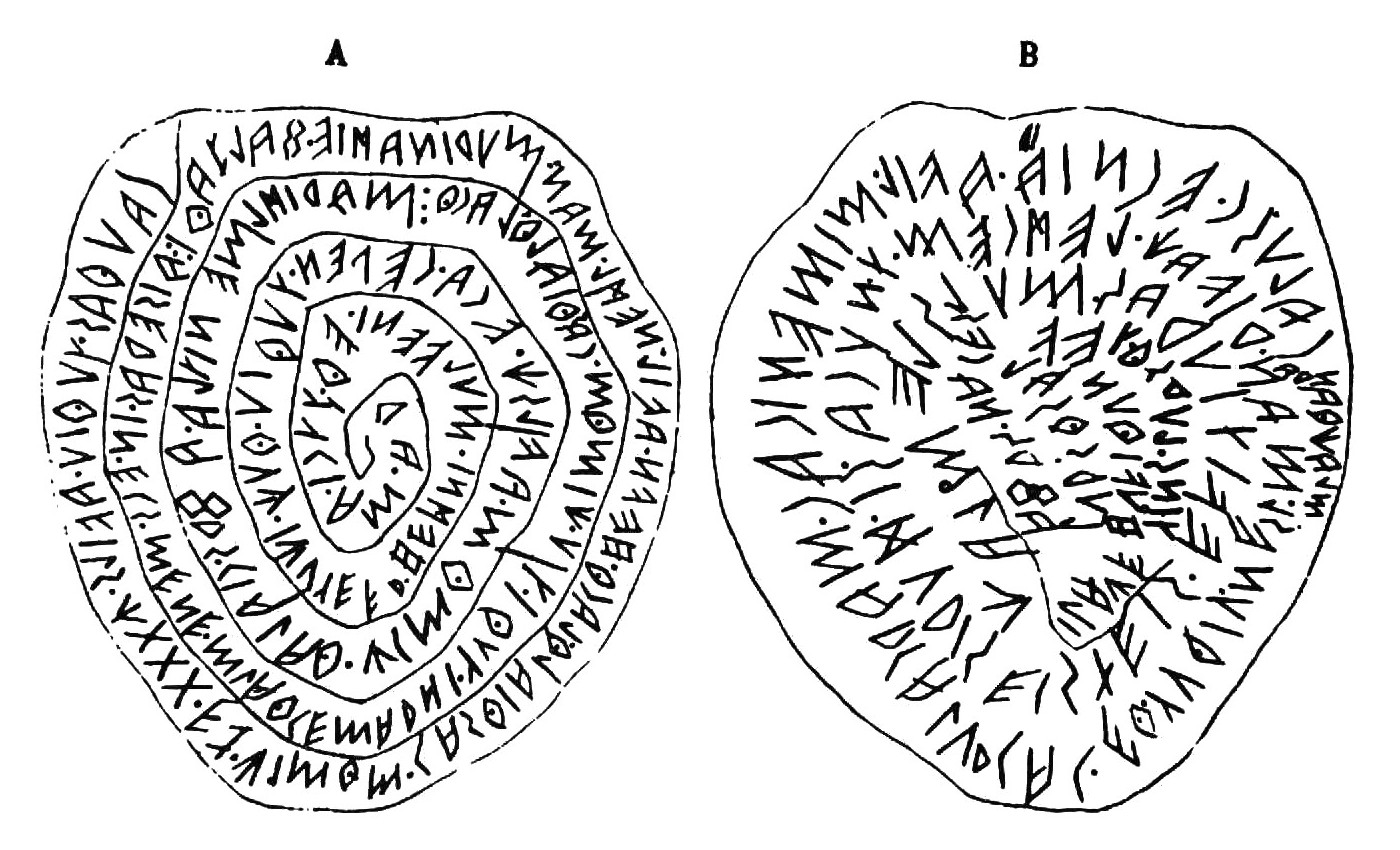
Disco de Magliano (Corpus Inscriptionum Etruscarum. Lipsiae, 1919-1921)

El disco de Magliano (o Plomo de Magliano) es una tableta de plomo en forma de círculo irregular datable en el siglo V antes de Cristo. Escrito en bustrófedon, posee un diámetro de ocho centímetros y contiene un texto en lengua etrusca. La pieza fue descubierta en 1883 en Magliano in Toscana, dentro de una tumba en la necrópolis de Santa María en Borraccia, provincia de Grosseto. Actualmente se conserva en el Museo Arqueológico Nacional de Florencia.
Sobre sus dos caras lleva una inscripción de alrededor de 70 vocablos en lengua etrusca legibles en espiral desde el exterior hacia el centro. Es uno de los textos más extensos conservados de la lengua etrusca. Su interpretación parece indicar que se trata de normas y procedimientos rituales para sacrificios a las divinidades Tina, Maris, Calu y Canthas, con sus respectivas fechas, duraciones y lugares. Recuerda, por su forma, al Disco de Phaistos.

### Teja de Capua
Se conoce por teja de Capua a una gran placa de terracota fechada en el siglo V a. C., cuando esta ciudad era la principal de la Campania etrusca. El texto conserva 62 líneas divididas en 10 partes. Hoy por hoy es imposible traducir el texto completo, pero parece que se refiere a los ritos de sacrificios y ofrendas de una familia para con sus muertos.

### Hígado de bronce de Piacenza
Está subdividido en 40 secciones, y en cada una de ellas (con muy pocas excepciones) aparece el nombre de un dios o diosa. La excepción más notable es la que lleva escrita Hercle, que corresponde a una división del cielo etrusco en diversas partes para cada deidad.

### Libro de lino de Zagreb
El Liber Linteus Zagrabiensis es el texto etrusco más amplio encontrado hasta ahora. Data de principios o mediados del siglo I a. C., siendo probablemente uno de los últimos en utilizar el idioma, quizá fuera de Italia, a causa de las comunidades tirrenas emigradas a Egipto, cosa común entre los etruscos en ese siglo.
Parece pertenecer a un escriba inexperto. Se conservan 13 metros de lino escrito, divididos en 12 columnas de 30 líneas cada una, lo que suponen más de 1200 palabras. Una teoría afirma que se trata de un calendario ritual, basándose en el reconocimiento, dentro del texto, de algunos nombres de divinidades. Cuando el libro fue inútil se cortó en tiras y se utilizó como vendajes para la momia de una mujer joven en Alejandría, que llegó a la academia yugoslava de Zagreb en 1867.

### Libro de Laris Pulena
Se trata de un rollo ritual encontrado en las manos de una tapa de sarcófago en Tarquinia, perteneciente a un sacerdote llamado Laris Pulena. Data del siglo II a. C. y consta de 60 palabras que, en parte, describen la genealogía, historia y elogio del fallecido; contienen además los nombres de varios dioses. Unas veinte de sus palabras aparecen también en la envoltura de la momia de Alejandría, aunque no es posible aún la traducción de ambos textos.